# Opel 70PS
La 70PS era una piccola famiglia di autovetture di gran lusso prodotta dalla Casa automobilistica tedesca Opel dal 1910 al 1914.

## Profilo e storia
Nel 1908, la Opel lanciò la 33/60 PS, una vettura di gran lusso capostipite della famiglia delle Opel da 60PS, cioè da 60 CV. Tale modello, con propulsore da 8.6 litri rischiava di rubare clientela ad un altro modello Opel, la 32/50 PS, sempre di gran lusso, e con motore da 8 litri, troppo vicino a quello dell'altro modello. Pertanto, già nella metà del 1908, fu lanciato un modello di cilindrata minore che sostituisse la 32/50 PS, in modo da rimarcare con più chiarezza la distinzione tra il nuovo modello ed i modelli della famiglia 60PS. 

Nel 1909, con l'uscita di produzione della 30/50 PS, ultima esponente della famiglia delle 50PS, la Opel decise di trovarle una sostituta che rimarcasse ulteriormente una linea di separazione con i modelli di cilindrata maggiore. Tale modello, assieme al modello che l'avrebbe sostituita, avrebbe costituito la piccola famiglia delle 70PS.

### La 28/70 PS
Il nuovo modello prese il nome di 28/70 PS e fu lanciato all'inizio del 1910. La 28/70 PS era disponibile nelle tre principali carrozzerie tipiche all'epoca delle vetture delle fasce più alte, dalla superiore in su. Tali varianti di carrozzeria erano: la limousine, la landaulet e la double-phaeton.

La 28/70 PS nasceva su un telaio in acciaio a longheroni e traverse, da 3.4 m di passo, sul quale venivano montate soluzioni tecniche piuttosto convenzionali, molte delle quali sarebbero state utilizzate assai diffusamente ancora per molto tempo nell'ambito dell'intero panorama automobilistico di allora. Un esempio era costituito dalle sospensioni ad assale rigido e balestre semiellittiche. Una soluzione piuttosto convenzionale, ma destinata a scomparire in minor tempo, era quella dei freni a nastro sul cambio.

A proposito del cambio stesso, esso era a 4 marce e faceva parte di uno schema di trasmissione anch'esso piuttosto convenzionale, e che utilizzava un albero a cardano ed una frizione a cono.

Il motore era la parte più interessante, benché anch'esso fosse tutt'altro che innovativo: si trattava di un 4 cilindri disposto a cilindri appaiati, secondo uno schema utilizzato dalla Casa di Rüsselsheim nei suoi modelli delle fasce più alte. Per i motivi spiegati in precedenza, tale motore era di cilindrata minore rispetto alla 30/50 PS che andava a sostituire. Dai precedenti 7.7 litri si passò infatti per la precisione a 7270 cm³, ma crebbe la potenza massima, che arrivò a 70 CV a 1600 giri/min. 

La velocità massima era di 100 km/h circa.

La 28/70 CV fu prodotta fino alla fine del 1910: la sua erede, però, non arrivò che nel 1914, lasciando un vuoto in tale nicchia per oltre tre anni.

### La 29/70 PS
All'inizio del 1914 fu introdotta l'evoluzione della 28/70 PS, ossia la 29/70 PS, che utilizzava un telaio dal passo maggiorato (3,535 m contro 3,4) e che montava un motore da 7464 cm³ in grado di erogare una potenza leggermente superiore e pari a 72,5 CV a 1600 giri/min.

Il resto della meccanica, comprendente trasmissione, sospensioni e freni, ricalcava quanto già utilizzato sulla 28/70 PS, fuori listino da oltre tre anni al momento del lancio della 29/70 PS.

Anche le prestazioni erano le stesse della 28/70 CV.

Un'altra novità di spicco stava nelle carrozzerie disponibili: sempre presenti le limousine e le landaulet, ma era anche possibile avere delle carrozzerie particolari che fondevano le caratteristiche di una double-pheton e di una landaulet.

La 29/70 CV fu tolta di produzione alla fine del 1914: la sua eredità sarà ripresa al termine dell'imminente conflitto mondiale dalla 30/75 PS.